# Коллі Тауншип (округ Салліван, Пенсільванія)
Коллі Тауншип (англ. Colley Township) — селище (англ. township) в США, в окрузі Саллікан штату Пенсільванія. Населення — 615 осіб (2020).

## Демографія
Згідно з переписом 2010 року, у селищі мешкали 694 особи в 214 домогосподарствах у складі 116 родин. Було 640 помешкань
Расовий склад населення:
| - 76,7 % — білих - 21,6 % — чорних або афроамериканців - 1,2 % — азіатів - 0,4 % — корінних американців |

До двох чи більше рас належало 0,1 %. Частка іспаномовних становила 5,8 % від усіх жителів.
За віковим діапазоном населення розподілялося таким чином: 16,9 % — особи молодші 18 років, 65,7 % — особи у віці 18—64 років, 17,4 % — особи у віці 65 років та старші. Медіана віку мешканця становила 25,3 року. На 100 осіб жіночої статі у селищі припадало 181,0 чоловіків;  на 100 жінок у віці від 18 років та старших — 176,1 чоловіків також старших 18 років.
Середній дохід на одне домашнє господарство  становив 54 728 доларів США (медіана — 37 841), а середній дохід на одну сім'ю — 62 535 доларів (медіана — 39 886). Медіана доходів становила 51 328 доларів для чоловіків та 30 833 долари для жінок. За межею бідності перебувало 37,8 % осіб, у тому числі 56,2 % дітей у віці до 18 років та 9,0 % осіб у віці 65 років та старших.
Цивільне працевлаштоване населення становило 215 осіб. Основні галузі зайнятості: освіта, охорона здоров'я та соціальна допомога — 35,3 %, будівництво — 11,2 %, сільське господарство, лісництво, риболовля — 11,2 %.